# محمد إبراهيم (لاعب كرة سلة)
محمد إبراهيم (10 أبريل 1983 في الولايات المتحدة - ) هو لاعب كرة سلة أمريكي في مركز مدافع مسدد الهدف.

## وصلات خارجية
- محمد إبراهيم على موقع الاتحاد الدولي لكرة السلة (الإنجليزية)
- محمد إبراهيم على موقع ريلجم (الإنجليزية)